# Gorno
Gorno – miejscowość i gmina we Włoszech, w regionie Lombardia, w prowincji Bergamo.
Według danych na styczeń 2009 gminę zamieszkiwały 1683 osoby przy gęstości zaludnienia 171,7 os./1 km².